# Альцано-Скривія
Альцано-Скривія (італ. Alzano Scrivia, п'єм. Autsan) — муніципалітет в Італії, у регіоні П'ємонт, провінція Алессандрія.
Альцано-Скривія розташоване на відстані близько 460 км на північний захід від Рима, 95 км на схід від Турина, 24 км на північний схід від Алессандрії.
Населення — 400 осіб (2014).
Щорічний фестиваль відбувається 10 серпня. Покровитель — Natività di Maria.

## Демографія
Населення за роками:

Станом на 1 січня 2023 року в муніципалітеті офіційно проживали 34 іноземці з 8 країн, серед них 12 громадян країн Євросоюзу та 2 громадяни України.

## Сусідні муніципалітети
- Кастельнуово-Скривія
- Гуаццора
- Ізола-Сант'Антоніо
- Моліно-дей-Торті